# Jaroslav Vávra (fotograf)
Jaroslav Vávra (4. září 1920, Studnice – 25. srpna 1981, Olomouc) byl malíř, pedagog a fotograf, zakládající člen skupiny DOFO.

## Životopis
Jaroslav Vávra absolvoval obchodní akademii a v letech 1945–1948 vystudoval Právnickou fakultu Masarykovy univerzity v Brně. Od roku 1948 žil v Olomouci, kde pracoval postupně jako ekonom, účetní a hospodářský náměstek Tesly Litovel. Patřil k zakládajícím členům DOFO, byl místopředsedou a mluvčím skupiny a zastupoval ji navenek. Zájmy skupiny upřednostnil před vlastními a roku 1962 zrušil svou autorskou výstavu v Brně, když Dům umění odmítal potvrdit termín výstavy DOFO. Roku 1962 byl přijat za kandidáta SČSVU.
Po smrti předsedy Jaromíra Kohoutka (1970) Vávra udržoval kontakt s jejími členy a zorganizoval výstavy ještě roku 1973 a 1975. Byl činný i jako publicista, fotografický kritik, porotce fotografických soutěží a organizátor výstav. Byl členem poradního sboru Okresního kulturního střediska v Olomouci a působil jako lektor brněnské školy Svazu českých fotografů a také ve fotografické sekci Vlastivědné společnosti muzejní v Olomouci, kterou založil a kde školil nové adepty fotografie. Působil jako vedoucí Institutu výtvarné fotografie Svazu českých fotografů v Brně. Byl členem Svazu Československých výtvarných umělců, Svazu českých fotografů (1970) a členem AFIAP (Artiste de la Fédération Internationale de l'Art photographique).
Přispíval do několika fotografických časopisů, především Československé fotografie. Spolupracoval na obrazových publikacích s řadou tuzemských i zahraničních nakladatelství (Orbis, Tatran, Artia, ABC Paris).

### Ceny
- 1947 Bronzová medaile, fotografická výstava v Budapešti
- 1948 7. cena Swedish Mastercompetition
- 1962 Zlatá medaile, Fotofestival Teplice
- 1963 Bronzová medaile, Rio de Janeiro
- 1965 Dvě zlaté medaile, Fotofestival Teplice
- 1965 Brozová medaile, Fotosalon Torino
- 1967 Stříbrná medaile, diplom, Vom Glück des Menschen, Berlin
- 1974 Stříbrná medaile, diplom, Sofie
- 1975 Venus, Krakov
- Zlatý odznak SČF za zásluhy o rozvoj fotografie
- Členství v AFIAP (Artiste de la Fédération Internationale de l'Art photographique)

## Dílo
Jako výtvarník začínal malbou a od 40. let se zabýval výtvarnými možnostmi barevné fotografie. Byl průkopníkem výtvarné a výrazové transformace popisné barevnosti a svými snímky se přiblížil až k psychedelickému umění. Vávrův přístup k fotografii byl specifický především v tom, že se velmi intenzivně zajímal o ostatní druhy výtvarného umění, zejména o malířství, a své snímky považoval za obrazové básně. Svými akty, na které promítal lineární rastry z diapozitivů ve stylu op-artu, vybočoval z programu skupiny. Byl ovlivněn i informelem a lettrismem. Specifickým Vávrovým přínosem byly snímky, které tvůrčím způsobem využívaly hloubkovou a pohybovou neostrost. V 60. letech patřily jeho výtvarné fotografie k vrcholům olomoucké avantgardní tvorby. Je považován především za špičkového představitele fotografického aktu 60. let. Druhým vrcholem jeho tvorby byl cyklus aktů z počátku 70. let. Počáteční a závěrečné období jeho tvorby spojuje zájem o život člověka ve městě.

### Publikační činnost
- Prämierte Photos, Fotojahrbuch, Lipsko 1958
- Sálao de arte fotográfica de Barretos, 1958
- Fotorok, Praha 1959
- Amateur Photography, Artia Praha, 1963
- 26th International Photographic Salon of Japan (Catalogue Photooptical 7,8), 1966
- 27th International Photographic Salon of Japan (Catalogue Study 4,8), 1966
- Les maitres du nu dans le monde, Paris 1967
- Akty a akty, Tatran, Bratislava, 1968

### Zastoupení ve sbírkách
- Moravská galerie v Brně
- Muzeum fotografie a moderních obrazových médií, Jindřichův Hradec
- Muzeum umění Olomouc

### Výstavy (výběr)

#### Autorské
- 1965 Jaroslav Vávra: Akty, Kabinet fotografie Jaromíra Funka, Brno
- 1966 Jaroslav Vávra: Fotografie, Dům umění, Olomouc
- 1969 Akty Jaroslava Vávry, Divadlo hudby (Galerie Titanic), Olomouc
- 1971 Jaroslav Vávra, Kabinet fotografie Jaromíra Funka, Brno
- 1982 Jaroslav Vávra: Fotografie, Divadlo hudby (Galerie Titanic), Olomouc
- 2011 Lovec obrazů fotograf Jaroslav Vávra (1920–1981), Muzeum umění Olomouc

#### Kolektivní (výběr)
- 1948 Žena a dnešek, Dům umění města Brna
- 1963 II. přehlídka umělecké tvorby Severomoravského kraje, Krajské vlastivědné muzeum, Olomouc
- 1965 DOFO: Fotografie, Kabinet fotografie Jaromíra Funka, Brno
- 1966 Surrealismus a fotografie, Kabinet fotografie Jaromíra Funka, Brno
- 1970 Členské výstavy olomouckých výtvarníků k 25. výročí osvobození ČSSR, Dům umění, Olomouc
- 1989 Česká amatérská fotografie 1945–1989, Bruselský pavilon, Praha
- 1995 Sto let výtvarné kultury Olomoucka 1889–1989, Podkroví, Olomouc
- 1995 Výstava fotografií skupiny DOFO, Uměleckoprůmyslové muzeum, Brno
- 1995 Výstava fotografií skupiny DOFO, Muzeum umění Olomouc
- 1998 Oznámení o Ikarově letu: Olomoucká šedesátá léta, Muzeum umění Olomouc
- 1999 ... a co sbírky. Přírůstky Muzea umění Olomouc za léta 1985–1998, Muzeum umění Olomouc
- 2001 Fotografie jako umění v Československu 1959–1968, Místodržitelský palác, Brno
- 2003 JÓFOTÓ – DOFO kialitása, Magyar Fotográfiai Múzeum / Hungarian Museum of Photography, Kecskemét
- 2003/2004 Ejhle světlo / Look Light, Moravská galerie v Brně, Jízdárna Pražského hradu
- 2004 Akt v české fotografii 1900–2000, Dům umění, Opava, Dom umenia, Bratislava
- 2004/2005 Blízká vzdálenost / Közeli távolság / Proximate Distance, Szent István Király Múzeum, Székesfehérvár
- 2005 Česká fotografie 20. století / Czech photography of the 20th century, Praha
- 2006/2007 V závěsu avantgardy? České výtvarné umění 1956–1978 ze sbírek Muzea umění Olomouc, Muzeum umění Olomouc
- 2009/2010 Skleník / Glasshouse. Kapitoly z dějin olomoucké výtvarné kultury / Chapters from the History of Art Culture in Olomouc, Muzeum umění Olomouc
- 2011/2012 V plném spektru. Fotograﬁe 1900–1950 ze sbírky Moravské galerie v Brně, Pražákův palác, Brno
- 2012 Civilizované iluze: Fotografická sbírka Muzea umění Olomouc, Muzeum umění Olomouc
- 2012/2013 Od Tiziana po Warhola: Muzeum umění Olomouc 1951–2011 (IV. Výtvarné umění 1948–2011), Muzeum umění Olomouc
- 2015 Landskrona Foto View: Czech Republic, Landskronan Museo, Landskrona
- 2016/2017 Na pierwszy rzut oka / Na první pohled (Wybór z czeskiej fotografii XX i XXI wieku / Výběr z české fotografie 20. a 21. století), Muzeum Ślaska Opolskiego, Opole
- 2018 Všední den v české fotografii 50. a 60. let, Galerie výtvarného umění v Chebu

### Autorské katalogy
- Jaroslav Vávra: Akty, text Václav Zykmund, Dům umění města Brna 1965
- Jaroslav Vávra, text Václav Zykmund, Oblastní galerie výtvarného umění v Olomouci 1966
- Jaroslav Vávra, Dům umění města Brna 1971
- Miloslav Stibor a kol., Lovec obrazů: Fotograf Jaroslav Vávra (1920–1981), kat. 71 s., Muzeum umění Olomouc 2011, ISBN 978-80-87149-46-1

### Antologie fotografie
- Československá fotografie (Pražský fotosalon 1965), Odeon, Praha 1967
- Současná fotografie v Československu, Obelisk, Praha 1972
- Česká fotografie 20. století, Uměleckoprůmyslové museum, Praha 2005
- Česká fotografie 20. století, Uměleckoprůmyslové museum, Praha 2010
- Všední den v české fotografii 50. a 60. let, Galerie výtvarného umění v Chebu 2018

### Katalogy
- Skupina DOFO, text Václav Zykmund, Oblastní galerie výtvarného umění v Olomouci 1962
- Fotografie skupiny DOFO (Hajn, Kohoutek, Kytka, Přeček, Reichmann, Vávra), text Václav Zykmund, Dům umění města Brna 1965
- Surrealismus a fotografie, text Václav Zykmund, Kabinet fotografie Jaromíra Funka, Brno 1966
- Česká amatérská fotografie 1945–1989, text Petr Klimpl, Ústav pro kulturně výchovnou činnost, Praha 1989
- 100 let výtvarné kultury v Olomouci 1889–1989, tet Pavel Zatloukal, Muzeum umění Olomouc 1995, ISBN 80-85-227-18-5
- DOFO Fotoskupina, text Pavel Zatloukal, Antonín Dufek, Muzeum umění Olomouc, Moravská galerie v Brně 1995, ISBN 80-7027-041-1
- Oznámení o Ikarově letu (Olomoucká šedesátá léta v zrcadle výtvarné kultury), Pavel Zatloukal (ed.), Muzeum umění Olomouc 1998, ISBN 80-85227-29-0
- …a co sbírky (Přírůstky Muzea umění Olomouc za léta 1985–1998), Štěpánka Bieleszová Müllerová, Muzeum umění Olomouc 1999, ISBN 80-85227-31-2
- Fotografie jako umění v Československu 1959–1968 / Photography as Art in Czechoslovakia 1959–1968 (Z fotografické sbírky Moravské galerie / From the photographic collection of the Moravian Gallery), text Antonín Dufek, Moravská galerie v Brně 2001, ISBN 80-7027-109-4
- Galerie Šternberk 2006, Terezie Nekvindová, Martin Fišr, 74 s., Městská kulturní zařízení Šternberk 2006, ISBN 978-80-904092-0-0
- Tschechische Fotografie des 20. Jahrhunderts, Vladimír Birgus, Jan Mlčoch (eds.), Uměleckoprůmyslové museum, Nakladatelství KANT (Karel Kerlický), Kunst- und Ausstellungshalle der Bundesrepublik Deutschland (Bundeskunsthalle) 2009, ISBN 978-80-86970-96-7
- V plném spektru (Fotografie 1841–2005 ze sbírky Moravské galerie v Brně), text Antonín Dufek a kol., Moravská galerie v Brně, Nakladatelství KANT (Karel Kerlický) 2011, ISBN 978-80-7027-240-4, ISBN 978-80-7437-057-1
- Muzeum umění Olomouc 1951–2011, Pavel Zatloukal (ed.), Muzeum umění Olomouc 2012, ISBN 978-80-87149-63-8
- Civilizované iluze: Fotografická sbírka Muzea umění Olomouc / Civilised Illusion: Photography Collection of the Olomouc Museum of Art, text Pavel Zatloukal a kol., Muzeum umění Olomouc 2012, ISBN 978-80-87149-43-0
- Element F.: Fotografie a umění ve druhé polovině 20. století, Jiří Pátek, Alena Benešová, Moravská galerie v Brně 2012, ISBN 978-80-7027-256-5
- Landskrona Foto View: Czech Republic (A Century of Avant-garde and Off-guard Photography), text Vladimír Birgus a kol., Muzeum umění Olomouc, Landskronan Museo 2015, ISBN 978-80-871499-7-3, ISBN 978-91-976702-9-6
- Na pierwszy rzut oka / Na první pohled / At First Sight (Wybór z czeskiej fotografii XX i XXI wieku / Výběr z české fotografie 20. a 21. století / A selection of Czech photography from the 20th and 21st centuries), text Vladimír Birgus a kol., Muzeum umění Olomouc 2016 ISBN 978-80-88103-14-1
- Všední den v české fotografii 50. a 60. let, Galerie výtvarného umění v Chebu 2018

### Encyklopedie
- Encyklopedie českých a slovenských fotografů, ASCO, Praha 1993
- Slovník českých a slovenských výtvarných umělců 1950–2001 (VI. Kon–Ky), Výtvarné centrum Chagall, Ostrava 2001, s. 499–500
- Nová encyklopedie českého výtvarného umění (Dodatky), Academia, nakladatelství Akademie věd České republiky, Praha 2006